# 头孢特仑
头孢特仑（其国际非专利药品名称为“Cefteram”）是一种第三代头孢菌素，它也是一種口服头孢菌素。头孢特仑可以對抗肠杆菌科细菌和某些革兰氏阳性菌，所以該藥可以治療這些細菌引起的疾病。